# Ван (титул)
Ван (кит. 王, пиньинь: wáng); Выонг (вьет. Vương, тьы-ном 王) — титул правителя в странах «ханьского (китайского) культурного влияния» (кроме Японии), соответствующий примерно европейским лат. rex — царь или англ. king — король.

## Происхождение и первые модификации
Титул, судя по всему, является одним из древнейших и не входил в иерархию пяти степеней знатности (гун, хоу, бо, цзы, нань) и стоял над ними.
Титул использовался уже со времён династии Шан (трад. датировка 1600—1027 до н. э.), широко известен по гадательным надписям. Верховные правители династии Чжоу (1045—256 до н. э.) называли себя ванами, подчёркивая древность титула (например, Вэнь-ван — Царь Просвещённый).
По мере ослабления влияния династии Чжоу титул был самовольно присвоен бывшими государствами-подданными Чжоу. Согласно Сыма Цяню, во второй половине 4 в. до н.э. (период Воюющих Царств) правитель Ци впервые использовал его для себя, затем самозванными носителями этого титула упоминаются правители Ци и Вэй, и следом за ними аналогичную практику принимают Цинь и Чу, а впоследствии и правители остальных царств. Первоначально выражавшее несогласие с таким нарушением ритуальных норм царство Чжао вскоре также последовало их примеру. Как следствие, к моменту объединения Китая в империю титул потерял коннотацию верховной власти и был заменен Цинь Шихуаном на хуанди 皇帝, последний с тех пор носит значение, соответствующее первоначальному значению понятия ван.  
В раннеимперский период происходит уценка титула до уровня удельного владыки. Им наделялись правители относительно самостоятельных владений, входивших в империю. В этом смысле титул получил значение сродни европейским титулам «герцог» или «великий князь». Со времён империи Хань титул присваивался ещё наследнику престола, до тех пор, пока он не вступил на трон, а также близким родственникам властвующей семьи мужского пола (в этом смысле титул равнозначен европейским понятиям «цесаревич», «инфант», «принц» и «князь императорской крови»).
Пожалование титулом вана было исключительным правом императора, однако в периоды феодальных междоусобиц нередки были случаи присвоения этого титула наиболее влиятельными феодалами. Так, Лю Бэй, основав царство Шу, до принятия титула императора носил титул Ханьчжунского вана.
В Тайпинском восстании Хун Сюцюань (1813–1864) снова использовал термин ван, для обозначения претензии на верховную власть. Как и в династию Чжоу (летопись Чуньцю), в тайпинских документах фигурирует термин «небесный ван».

## Ваны в танском Китае
См. также: Знать империи Тан
В период империи Тан (618—907) высшая аристократия, представленная ванами, получала широкие преимущества в имущественной и правовой сфере. Имперские законы выделяли три разряда ванов: циньваны, сываны и цзюньваны.

### Администрация Вана
Ванам разрешалось содержать собственную администрацию, имевшую все признаки государственной: ванфугуань кит. 王府官.
- 1 Фу кит. 傅 Воспитатель: ранг сопровождающий 3-й.

Как указано в династийной летописи: «Поддерживал и поправлял в случае ошибок и упущений».
- 1 Цзии цзяньцзюньши кит. 諮議參軍事 Соучаствующий в делах советник: ранг основной 5-й.

Разрабатывал общие концепции и обсуждал текущие дела.
- 1 Ю кит. 友 Сотоварищ: ранг сопровождающий 5-й низший.

Сопровождал вана, по надобности напоминал ему о правилах поведения.
- Шиду кит. 侍讀 Чтецы-служители

Должности совмещения.
- 1 Ваньсюэ кит. 文學 Учёный-литератор: ранг сопровождающий 6-й высший.

Заведовал библиотекой вана.
- 2 Цзицзю кит. 祭酒 Возливатели жертвенного вина: ранг сопровождающий 7-й высший.

Один в Западной палате, второй в восточной. Вводили в княжеский дом почётных гостей, особенно учёных и мудрецов.
Чиновники, занимающиеся управлением двором:
- 1 Чжанши кит. 長史 Главный администратор: ранг сопровождающий 4-й высший.
- 1 Сыма кит. 司馬 Ведающий важными делами: ранг сопровождающий 4-й низший.
- 1 Юань кит. 掾 Малый заведующий: ранг основной 6-й высший.

Следил за исполнением текущих дел.
- 1 Шу кит. 屬 Малый управляющий: ранг основной 6-й высший.

Занимался тем же, чем и юань, но по другим отделам.
- 1 Чжубу кит. 主簿 Регистратор: ранг сопровождающий 6-й высший.

Оформлял распоряжения вана.
- 2 Цзиши цаньцзюньши кит. 記室參軍事 Внутренние соучаствующие в делах секретаря: ранг сопровождающий 6-й высший.

Оформляли представления вана императору или наследнику престола.
- 1 Луши цаньцзюньши кит. 錄事參軍事 Соучаствующий в делах секретарь: ранг сопровождающий 6-й высший.

Заведовал передачей дел, проверял, нет ли задержек, проверял и визировал документы, снимал копии и регистрировал их.
- 1 Луши кит. 錄事 Секретарь: ранг сопровождающий 9-й низший.

- 1 Гунцао цаньцзюньши кит. 功曹參軍事 Соучастник по делам отдела заслуг: ранг основной 7-й высший.

Учитывал чиновников двора, записывал их, проверял выполнение ими задач, занимался снабжением их и следил за порядком на рабочих местах.
- 1 Цанцао цаньцзюньши кит. 倉曹參軍事 Соучастник по делам отдела зернохранилищ: ранг основной 7-й высший.

Заведовал выплатами зернового кормления, приготовлением еды на кухне, вносом/выносом продуктов, закупками продуктов, заготовкой дичи и рыбы, сена и соломы.
- 1 Хуцао цаньцзюньши кит. 戶曹參軍事 Соучастник по делам подворного отдела: ранг основной 7-й высший.

Учитывал крестьянские дворы вотчины вана, слуг. Занимался охотой, оформлял подорожные.
- 1 Бинцао цаньцзюньши кит. 兵曹參軍事 Соучастник по делам подворного отдела: ранг основной 7-й высший.

Заведовал стражниками: списками, проверял заслуги, почётный караул, регалии, отпуска и командировки.
- 1 Цицао цаньцзюньши кит. 騎曹參軍事 Соучастник по делам конного отдела: ранг основной 7-й высший.

Заведовал конями, конюшнями, пастбищами, колесницами, значками, военным снаряжением.
- 1 Фацао цаньцзюньши кит. 法曹參軍事 Соучастник по делам судного отдела: ранг основной 7-й высший.

Заведовал расследованиями, наказаниями при дворе (кроме уголовных).
- 1 Шицао цаньцзюньши кит. 法曹參軍事 Соучастник по делам общественных работ: ранг основной 7-й высший.

Заведовал земляными работами и общественными зданиями.
У каждого цао цаньцзюньши в подчинении было: 2 писца (史), и один кладовщик (府, два только у подворного хуцао).
- 2 Цаньцзюньши кит. 參軍事 Соучастник в делах: ранг основной 8-й низший.
- 4 Син цаньцзюньши кит. 行參軍事 Разъездной Соучастник в делах: ранг сопровождающий 8-й высший.

Отправлялись, по необходимости, для проверок на местах.
- 2 Дяньцянь кит. 典簽 Блюстители официальной документации: ранг сопровождающий 8-й низший.

Обнародовали ванские распоряжения и отправляли их в надлежащие инстанции.

### Администрация удела циньвана
Братья царствующего императора и его сыновья (кроме наследника) получали огромные земельные пожалования и собственный удел — ван го кит. 王國, где соответственно создавалась ванская администрация «циньванго» кит. 親王國. В династийных хрониках нет данных, о том, что ванская администрация управляла уделом вместо императорского правительства, так что, вероятнее, администрация занималась обслуживанием вана и его окружения.
- 1 Лин кит. 令 Начальник: ранг сопровождающий 7-й низший.

Возглавляя администрацию, решал все вопросы.
- 1 Датун кит. 大農 Великий земледелец: ранг сопровождающий 8-й низший.

Помогал лину и заведовал налоговыми поступлениями.
- 1 Вэй кит. 尉 Пристав: ранг основной 9-й низший.
- 1 Чэн кит. 丞 Помощник пристава : ранг сопровождающий 9-й низший.
- 1 Сюэгуаньчжан кит. 學官長 Начальствующий над обучением: ранг основной 9-й низший.

Обучал дворцовых женщин (от аристократок и до служанок включительно).
- 1 Чэн кит. 丞 Помощник: ранг сопровождающий 9-й низший.

Помогал сюэгуаньчжану.
- 1 Шигуаньчжан кит. 食官長 Начальствующий над питанием: ранг основной 9-й низший.

Заведовал поставками продовольствия и приготовлением еды.
- 1 Чэн кит. 丞 Помощник: ранг сопровождающий 9-й низший.

Помогал шигуаньчжану.
- 2 Цзюмучжан кит. 廄牧長 Начальствующий над конюшнями и пастбищами: ранг основной 9-й низший.

Заведовали животными вана и их выпасом.
- 2 Чэн кит. 丞 Помощники: ранг сопровождающий 9-й низший.

Помогал цзюмучжану.
- 2 Даньфучжан кит. 廄牧長 Начальствующий над хранителями и кладовщиками: ранг основной 9-й низший.

Заведовали складами, отвечали за сохранность вещей.
- 2 Чэн кит. 丞 Помощники: ранг сопровождающий 9-й низший.

Помогал даньфучжану.

## Дружина личной охраны Ванакит.親事府
Около 350 человек.
- 2 Дяньцзюня кит. 典軍 Блюстители армии: ранг основной 5-й низший.
- 2 Фу дяньцзюня кит. 副典軍 Товарищ блюстители армии: ранг основной 5-й низший.

Ведали сяовэями, при организации охраны и сопровождения. Ведали лошадьми стражников и упряжью.
- 5 (или 2) Сяовэй кит. 校尉 Начальствующие приставы: ранг сопровождающий 6-й высший.
- 3 (по «Тан лю дянь») Люйшуай кит. 旅帥 Предводители рот: ранг сопровождающий 7-й низший.
- 7 (по «Тан лю дянь») Дуйчжэн кит. 隊正 Взводные исправники: ранг сопровождающий 8-й низший.
- 7 (по «Тан лю дянь») Дуйфу кит. 隊副 Товарищи взводных: ранг сопровождающий 9-й низший.

Также:
- 16 Чжичжан циньши кит. 執仗親事 Ближние стражи с парадным оружием: ранг основной 8-й низший.

Им полагались луки и другое парадное оружие.
- 16 Чжичэн циньши кит. 執乘親事 Ближние стражи выезда: ранг основной 8-й низший.

Подавали вану лошадей и колесницы.
Эти стражами могли быть: сыновья и внуки наградных чиновников 2-1 рангов, почётных 5-1, сяньнаней (мелкий аристократ) или выше.

## Дружина домашней охраны Ванакит.帳內府
Около 650 человек.
- 2 Дяньцзюня кит. 典軍 Блюстители армии: ранг основной 5-й высший.
- 2 Фу дяньцзюня кит. 副典軍 Товарищ блюстителя армии: ранг сопровождающий 5-й низший.

Остальные либо как в личной охране,

либо по «Тан лю дянь»: 3 сяовэя, 7 люйшуаев, 13 дуйчжэн и дуйфу.